# Éditions Pascal Galodé
Pascal Galodé Éditeurs (PGE) était une maison d’édition généraliste, fondée par Pascal Galodé en 2007, à Saint-Malo. Entre histoire, polar, romans, essais et beaux livres, près de 270 ouvrages ont été publiés depuis sa création. La société se positionnait comme une maison d’édition régionale à vocation nationale. Elle a cessé son activité (liquidation judiciaire) en 2016.

## Historique et description
Les éditions PGE ont développé deux marques. La première, Pascal Galodé Éditeurs, se positionnait sur l’histoire, le polar, les romans ainsi que les essais et documents. La seconde, Grand West, créée en 2011, avait trait aux grands romans dont l’action se situe dans les mondes celtes et vikings (Bretagne, Angleterre, Écosse, Irlande, Normandie, Pays de Loire et Pays Nordiques), à la BD d’aventure historique et à la collection poche exclusivement consacrée à l’Histoire. La littérature proposée par la maison était exclusivement francophone. 
Les Éditions PGE disposaient également de deux boutiques d’éditeur, situées à Saint-Malo intra-muros (Ille-et-Vilaine) depuis 2011 et à Dinan (Côtes-d'Armor) depuis 2014. Le concept de boutique d’éditeur n’est pas réellement nouveau, Gaston Gallimard y ayant eu recours le premier pour lancer sa maison d’édition avec le succès que l’on connaît. Elles avaient pour objectif d’exposer la production de la maison et d’entretenir un contact privilégié avec les lecteurs. 
Enfin, la politique avec les auteurs se voulait très diversifiée. Si les auteurs bretons représentent un tiers de la production, la société a toujours souhaité élargir ses choix éditoriaux. Tout d’abord sur les quelque 600 manuscrits reçus par an, environ dix sont retenus chaque année. Une politique « nouveaux talents » qui avait engendré quelques beaux succès (Michèle Foulain, Lionel Camy, Hugo Buan...). Ensuite, une collection spécifique (Grand Roman populaire) tentait de (re)faire connaître au grand public des auteurs du XIXe siècle peu connu comme Émile Gaboriau, Fortuné du Boisgobey ou Ernest Capendu. Enfin, une large place était réservée aux auteurs nationaux, qu’ils soient déjà dans la maison ou qu’ils viennent d’autres maisons d’édition. 
La société PGE a fermé en 2016. 

## Meilleures ventes
Le best-seller de la maison est l'ouvrage d’une auteure malouine, Michèle Foulain, dont c'était le premier roman :
- À l’ombre des remparts, Michèle Foulain,  (ISBN 979-10-91468-30-5) : plus de 40 000 ex.
- Et si Dieu n’aimait pas les noirs, Serge Bilé,  (ISBN 978-2-35593-040-9) : plus de 20 000 ex.
- Nicolas a de petits soucis, Gospé et Sempinny,  (ISBN 978-2-35593-039-3) : plus de 20 000 ex[7].
- Les Petites Histoires de Pampoul le vert, Myriam Le Fur,  (ISBN 979-10-91468-12-1) : plus de 12 000 ex.

## Principaux auteurs publiés
- Bernard Baffait
- Alain Berbouche
- Serge Bilé
- Gilles Bornais
- Christophe Bourseiller[8]
- Hugo Buan
- Yannick Chauvin
- François Coupry
- François Delpla
- Joseph Farnel
- Éric Fouassier
- Michèle Foulain
- Guy Gauthier
- Yves Jacob
- Gilbert Laporte
- Gérard Le Puill
- Mehdi Omaïs
- Michel Ruffin
- Marc Tardieu
- Philippe Thomas
- Pierre-Jean Yvon
- etc.

## Prix obtenus
Les éditions PGE ont  obtenu 20 prix entre 2009 et 2014.
- Prix littéraire 2014 de la Société Archéologique et Historique de Nantes-Loire-Atlantique : Cap Horn, une vie, un mythe - Brigitte et Yvonnick Le Coat
- Prix Comte de Monte-Cristo 2014 : Seul contre tous - Marc Machin
- Grand prix du Roman 2014 du Conseil Général d’Ille-et-Vilaine :  Le Chevalier Saint Lazare - Alain Emon
- Prix du roman Lion’s Club Île-de-France 2014 : La Danse des Seigneurs – Richard Morel
- Grand prix du Roman 2013 du Conseil Général d’Ille-et-Vilaine :  Le Secret de la Malouinière des Tuesdan de Servignac – Jean-Yves Lesné
- Prix du Salon du Livre 2013 des Pieux : Madame Veuve Émilie  — [Joseph Farnel]
- Prix CNIT 2013 : Itinéraire d’un syndicaliste  — Christian Larose
- Prix du Conseil Général d’Ille-et-Vilaine 2012 : À l’ombre des remparts – Michèle Foulain
- Prix Crédit Mutuel – Écrivains de Vendée 2011 : Guillaume le conquérant – Yannik Chauvin
- Prix Thyde Monnier de la SGDL 2011 : Le Marchand de biens – Alice Seelow
- Prix Lions Club 2011 : Le Butin du Vatican – Joseph Farnel
- Prix révélation de l’année – Salon La Forêt des Livres 2011 (Loches) : Les Temps qui viennent – Bérengère de Bodinat
- Prix du roman policier Plume de Glace – Festival de Serre-Chevalier 2011 :  Morts thématiques – Éric Fouassier
- Prix littéraire Salondulivre.net 2011 : Le Traducteur – Éric Fouassier
- Prix littéraire 2011 de l'Institut Maçonnique de France :  Un maçon franc – Christophe Bourseiller
- Prix Polar Michel Lebrun 2010 : Cézembre noire – Hugo Buan
- Prix des Lycéens Meulière Noire 2010 : Hortensias blues – Hugo Buan
- 9e Prix du Zinc – Ville de Montmorillon : La Nuit du tricheur – Hugo Buan
- Prix des Romancières 2010 : Le Vent amer – Audrey Clair
- Prix Thyde Monnier de la SGDL 2009 : White Noise – Yolaine Destremeau